# Schloss Hohenkammer

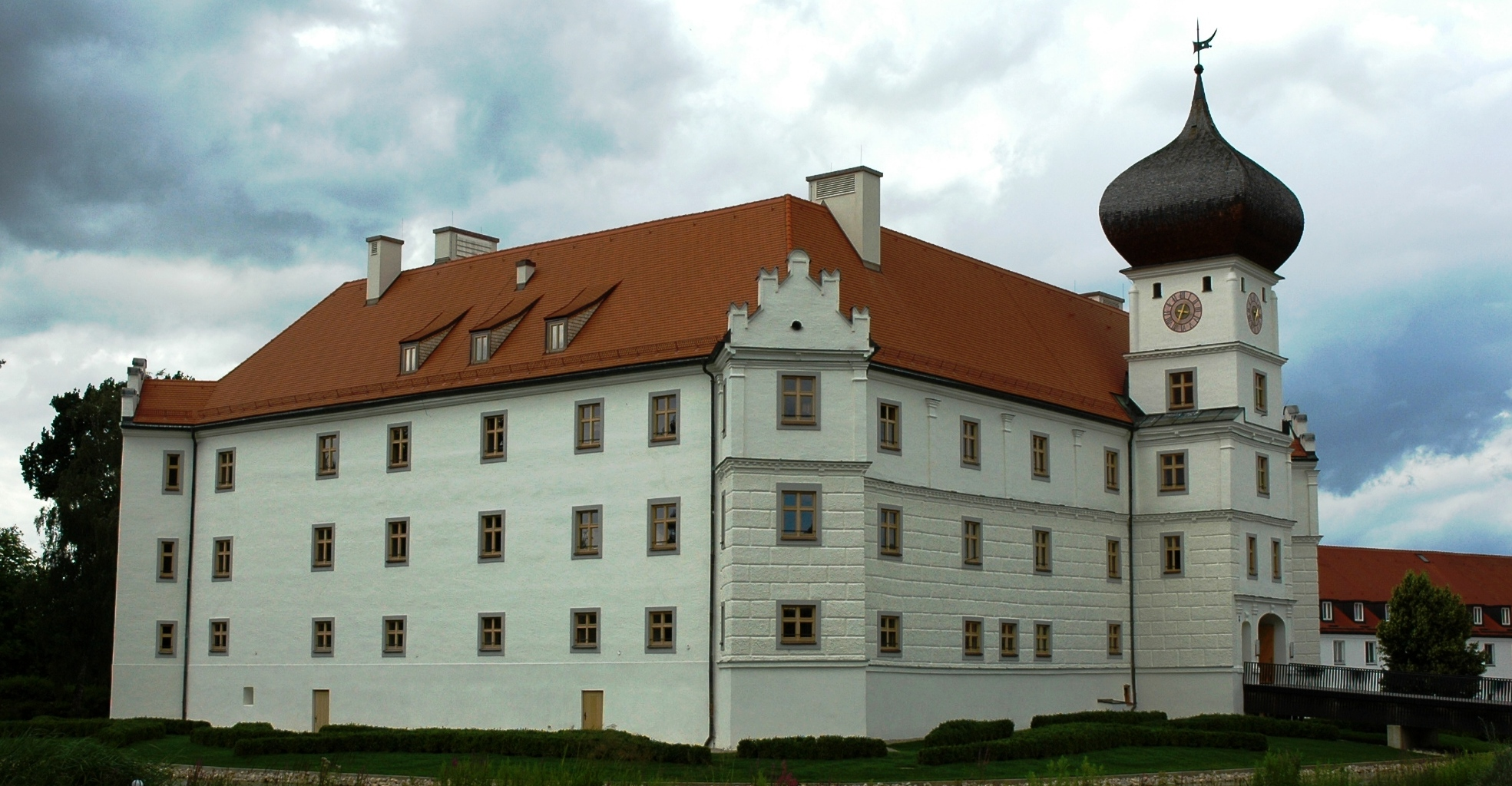
Schloss Hohenkammer von Südosten, 2008

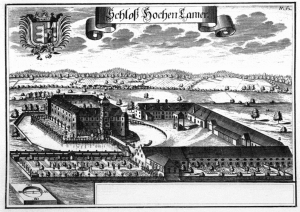
Kupferstich von Michael Wening in Topographia Bavariae um 1726

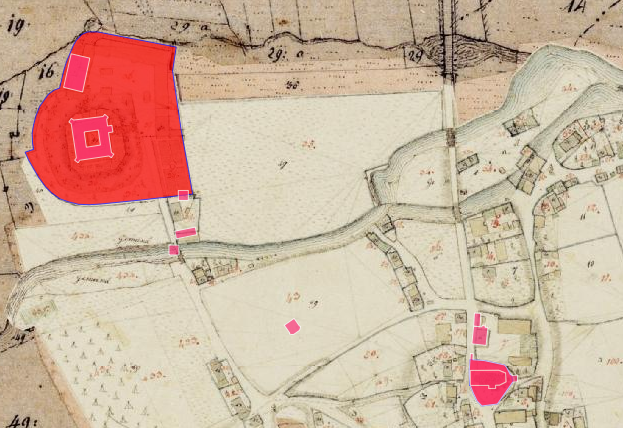
Lageplan von Schloss Hohenkammer auf dem Urkataster von Bayern

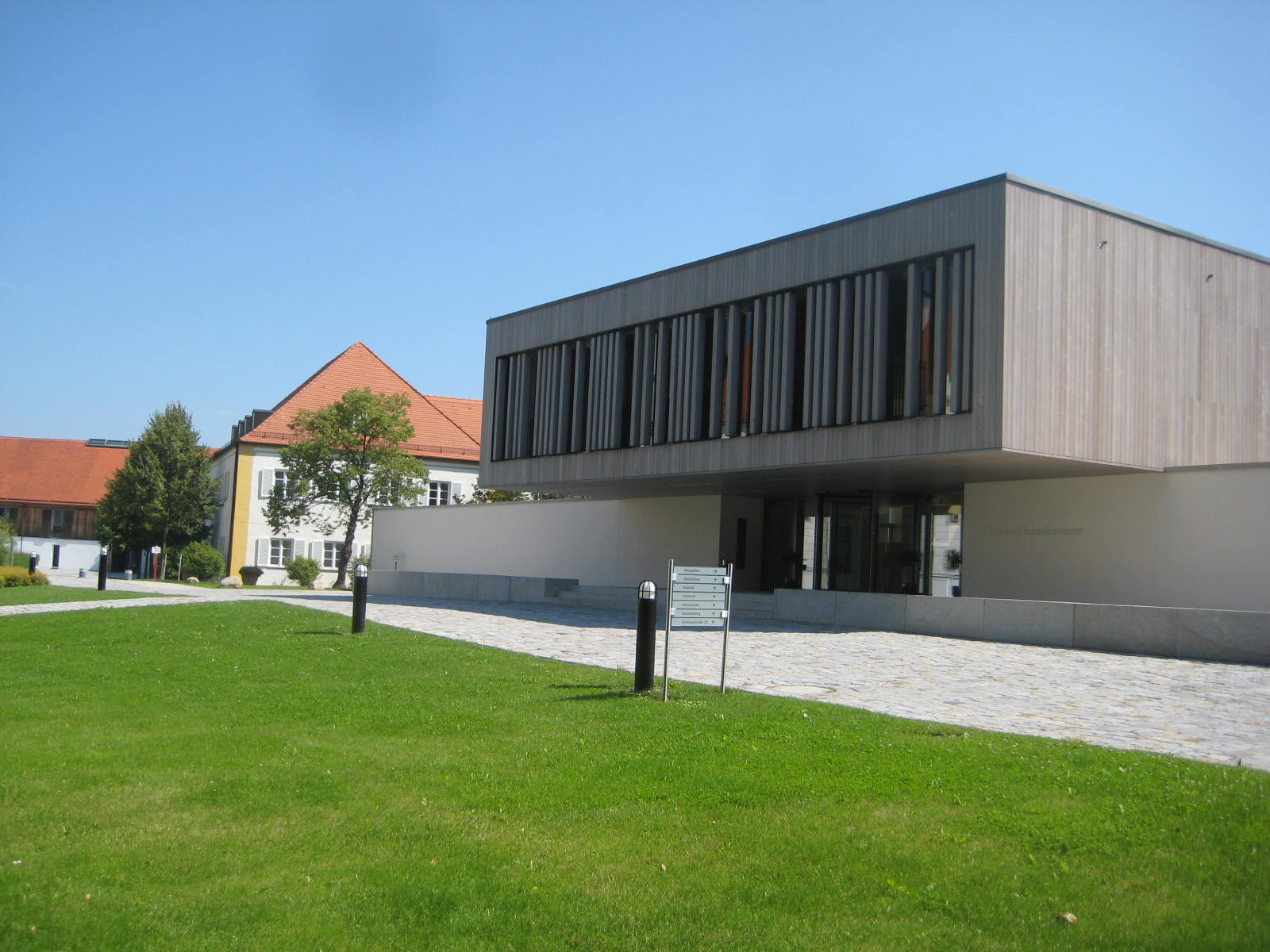
Neubau des Hoteltrakts des Tagungszentrum – gegenüber dem Wasserschloss Hohenkammer

Das Schloss Hohenkammer ist ein ehemaliges Wasserschloss in Hohenkammer im Landkreis Freising in Oberbayern. Es liegt 460 m nordwestlich von der Pfarrkirche St. Johannes Evangelist. Als Hofmarkschloss war es Herrensitz der Hofmark Hohenkammer.

## Geschichte
Die ursprüngliche Burg Hohenkammer gehörte den erstmals im 11. Jahrhundert bezeugten Herren von Camer bzw. Kammer, die sich 1042 in Hohenkammer niederließen. Die „hohen Herren von Camer“ waren Ministeriale der Grafen von Scheyern. Von 1551 bis 1801 war die Hofmark Hohenkammer im Besitz der Grafen von Haslang, die in der zweiten Hälfte des 16. Jahrhunderts das Schloss Hohenkammer errichteten. Nach einem verheerenden Brand 1648 wurde es im Stil der Renaissance wieder aufgebaut. 1804 bis 1821 war das Schloss im Besitz der Grafen Preysing und gelangte dann an den Verleger Johann Friedrich Freiherr von Cotta. Seit 1833 war es im Besitz der Familie von Vequel-Westernach. Mechthilde Freiin von Vequel-Westernach zog in eine kleine Villa in der Nähe (heute Baronessvilla) und verkaufte das Schloss im Jahr 1917 an die Raiffeisen-Genossenschaft. Nach wechselvoller Nutzung wurde es 1970 zu einem Schulungszentrum der Bayerischen Raiffeisen-Zentralbank (später DZ Bank).
Seit 2003 sind Schloss, Baroness-Villa und Gut Eichethof im Besitz der Münchener Rückversicherungs-Gesellschaft, die durch die neu gegründete Schloss Hohenkammer GmbH im Schloss ein Hotel und Tagungszentrum mit drei Restaurants betreibt. 2007 wurde das Schloss saniert.
Von 2015 bis zur Schließung Ende 2024 war Florian Vogel Küchenchef in Camers Schlossrestaurant, das ab 2017 mit einem Michelinstern ausgezeichnet war.

## Beschreibung
Die vierflügelige Anlage besitzt einen Laubeninnenhof, vier erkerartige Ecktürme und einen quadratischen Torturm. Es ist im Stil der Renaissance nach 1551 entstanden und wurde im späten 17. Jahrhundert ausgebaut; der Außenbau und das Schlossinnere wurden zwischen 1973 und 1975 zum Teil verändert.
Die Anlage ist unter der Aktennummer D-1-78-133-7 als denkmalgeschütztes Baudenkmal von Hohenkammer verzeichnet. Ebenso wird sie als Bodendenkmal unter der Aktennummer D-1-7535-0121 im Bayernatlas als „untertägige mittelalterliche und frühneuzeitliche Befunde im Bereich von Schloss Hohenkammer und seiner Vorgängerbauten mit zugehörigem Wirtschaftshof.“ geführt. Das nördlich gelegene ehemalige Wirtschaftsgebäude des Schlosses, eine barocke Dreiflügelanlage mit einem südwestlichen Kopfbau (ehemalige Brauerei), einem Walmdach und einer Gewölbehalle im Erdgeschoss, ist unter der Aktennummer D-1-78-133-6 ebenfalls ein denkmalgeschütztes Baudenkmal von Hohenkammer.